# Prawo do bycia zapomnianym
Prawo do bycia zapomnianym (prawo do usunięcia danych) – prawo wynikające z rozporządzenia unijnego RODO (art. 17 ust. 1). Mówi ono, że każda osoba fizyczna ma prawo żądać od administratora niezwłocznego usunięcia swoich danych osobowych, a obowiązkiem administratora jest ich skasowanie bez zbędnej zwłoki. Ma to znaczenie przede wszystkim w Internecie.

## Przysługujące prawa według RODO
- prawo dostępu do informacji
- prawo do sprostowania
- prawo do bycia zapomnianym
- prawo do ograniczenia przetwarzania
- prawo do przenoszenia danych osobowych